# Артахинова, Степанида Михайловна
Степанида Михайловна Артахинова (род. 13 сентября 1989) — российская спортсменка по стрельбе из лука среди лиц с поражением опорно-двигательного аппарата (ПОДА). Двукратный бронзовый призёр XIV и XVI летних Олимпийских игр в личных соревнования (2012) и смешанных командах микст (2021). Пятикратная чемпионка мира, двукратный серебряный и двукратный бронзовый призер чемпионата мира в личных и командных соревнованиях, смешанных командах (микст) (2011, 2013, 2015, 2017, 2019). Трехкратная чемпионка Европы, трехкратный серебряный и двукратный бронзовый призер чемпионата Европы в личных и командных соревнованиях, смешанных командах (микст) (2010, 2014, 2016, 2018).
Мастер спорта России (2011). Заслуженный мастер спорта России (2012). Обладатель медалей ордена «За заслуги перед Отечеством» I (2021) и II степеней (2012).

## Биография
Родилась в селе Улахан-Мунку Олёкминского улуса Якутской АССР. Училась в школе № 21 г. Якутска. После окончания Московского государственного социально-гуманитарного института (МГСГИ) работает юристом в Доме-интернате для престарелых и инвалидов, спортсмен-инструктор в Школе высшего спортивного мастерства (Якутск). Учится в магистратуре Института физической культуры и спорта СВФУ.

## Спортивная карьера
Стрельбой из лука начала заниматься с 2007 года, будучи студенткой первого курса МГСГИ. В мае 2008 года Степанида Артахинова выиграла свой первый турнир, посвящённый Дню Победы, в июне — победила на чемпионате страны. С тех пор неоднократно побеждала и занимала призовые места на чемпионатах и кубках России среди лиц с поражением опорно-двигательного аппарата (ПОДА).

## Спортивные достижения
Летние Паралимпийские игры
- Бронза (Лондон, Великобритания, 2012 год) — стрельба из лука, личный зачёт.

Чемпионаты мира
- Золото (Турин, 2011) — команда.
- Золото (Турин, 2011) — команда (микст).
- Серебро (Турин, 2011) — лично.
- Золото (Бангкок, 2013) — команда.
- Золото (Донауэшинген, 2015) — команда, блочный лук.

Чемпионаты Европы
- Золото (2010) — команда.
- Серебро (Ноттвиль, 2014) — команда.
- Серебро (Ноттвиль, 2014) — команда (микст).

## Награды
- Медаль ордена «За заслуги перед Отечеством» 2 степени (2012)
- Орден «Полярная Звезда» (2012)[3]